# Carlia jarnoldae
Espèce
Carlia jarnoldae est une espèce de sauriens de la famille des Scincidae.

## Répartition
Cette espèce est endémique du Queensland en Australie.

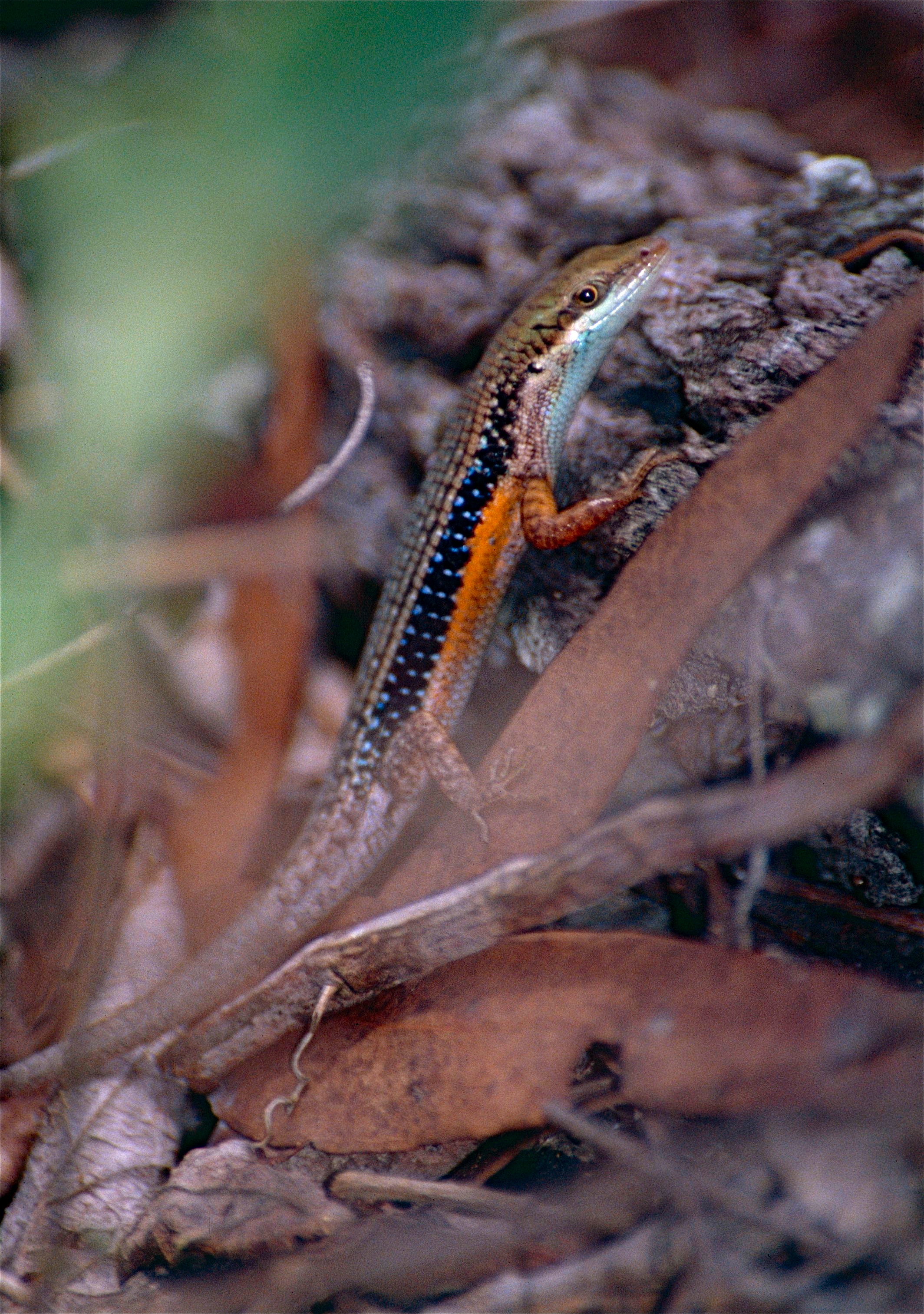
Carlia jarnoldae mâle

## Étymologie
Cette espèce est nommée en l'honneur de Jennifer "Jenny" Mary Arnold.

## Publication originale
- Covacevich & Ingram, 1975 : Three new species of rainbow skinks of the genus Carlia from northern Queensland. The Victorian Naturalist, vol. 92, no 1-2, p. 19-22 (texte intégral).